# M-1992 방사포

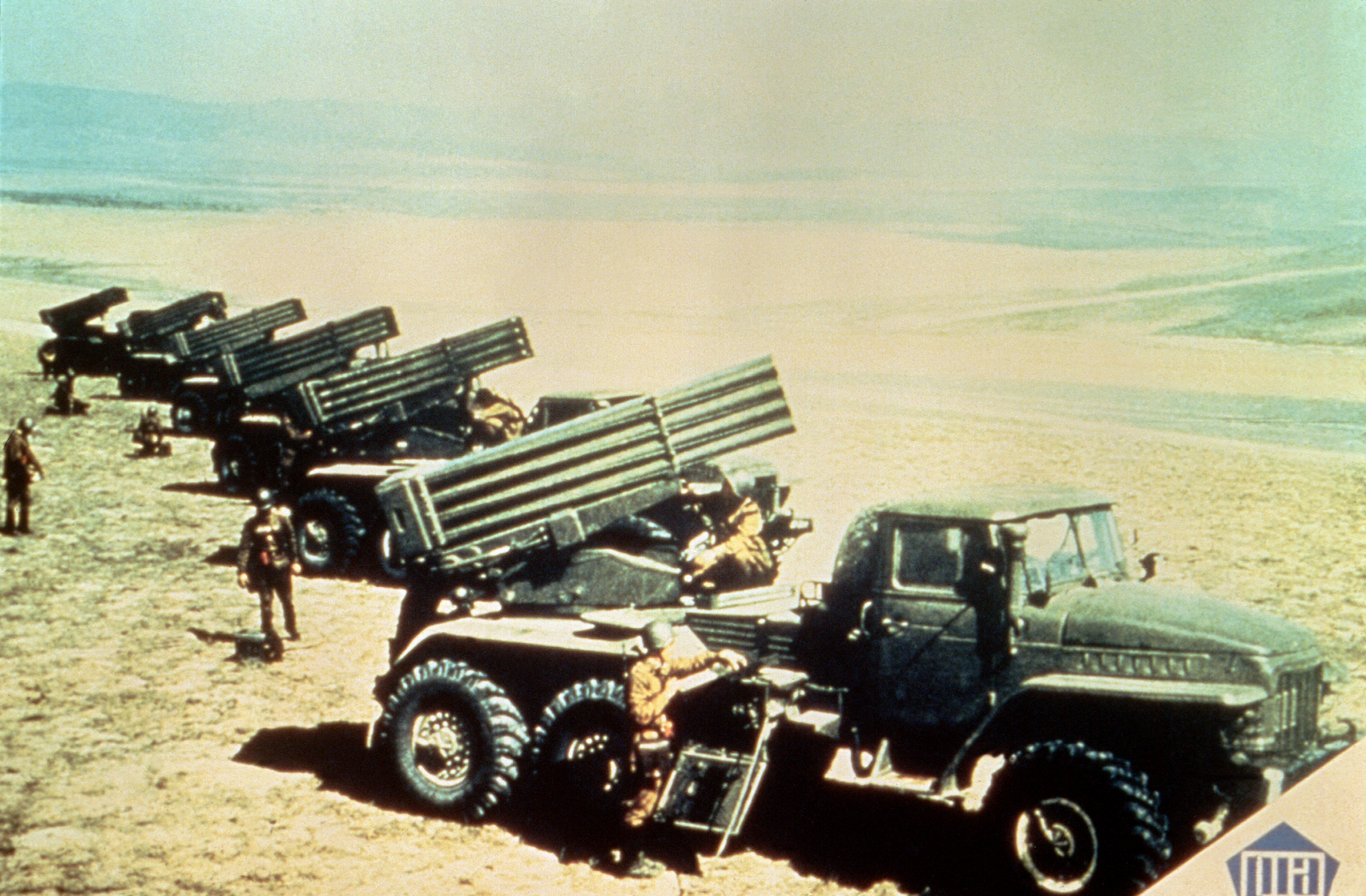
BM-21 포대. 6륜구동 차량

M-1992 방사포는 조선인민군 육군의 122 mm 40관 방사포를 말한다.

## 역사
1960년대에 소련은 40발을 발사하는 122mm 다연장 로켓포 시스템인 BM-21을 개발했다. 소련의 다연장 로켓을 총칭해서 카추사 로켓이라고 부르며, 조선인민군의 다연장 로켓을 방사포라고 부른다. 조선인민군은은 소련제 BM-11에 '1973년식 122mm 30관 방사포'라고 이름을 붙였고, '1990년식 122mm 40관 방사포(M-1992)' 개발에 참고하기도 했다.

## 파생형
- 1세대 122mm 40연장 방사포: 소련 BM-21을 소량 수입해 카피, 6륜구동 차량
- 2세대 122mm 40연장 방사포: 1980년대 초반에 독자 생산, 6륜구동 차량
- 3세대 122mm 40연장 방사포: 1990년대 초반에 개량, M-1992, 6륜구동 차량
- 4세대 122mm 40연장 방사포: 2010년 열병식에 공개, 8륜구동 차량

## 시리아 내전
미국 국방정보국(DIA) 정보분석관을 지낸 브루스 벡톨 앤젤로주립대 교수는 시리아 내전에서 시리아 정부군이 화학무기 공격에 사용한 가장 효과적인 무기가 북한제 122mm 방사포인 것으로 확인됐다고 말했다. 122mm 방사포는 북한이 2010년 연평도 포격에 사용했다고 말했다.

## 제원
- 발사대 : 차량, 고속정
- 사거리 : 20 km
- 발사관 : 40개
- 직경 : 122 mm
- 발사시간 : 20분
- 재장전시간 : 3분
- 승무원 : 6명

## 같이 보기
- BM-21
- 비궁